# Владимир (Шимкович)
Митрополи́т Влади́мир (в миру Васи́лий Я́ковлевич Шимко́вич; 26 января (7 февраля) 1841, село Тереховка, Гомельский уезд, Могилёвская губерния — 6 января 1926, Воронеж) — епископ Русской православной церкви, митрополит Воронежский.

## Биография

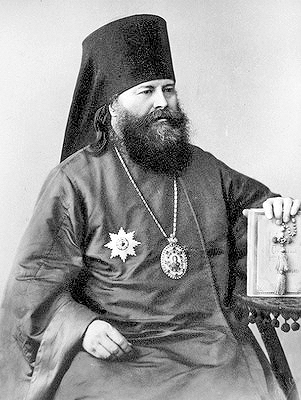

Родился 26 января 1841 года в селе Тереховка Гомельского уезда Могилёвской губернии в семье священника, белоруса по национальности.
Первоначальное религиозно-нравственное образование получил дома. Учился в Могилёвской духовной семинарии. В 1867 года вследствие синодального определения по выдержании пробных уроков при Академии получил свидетельство от 26 июля 1867 года на право занять место наставника семинарии по гражданской истории и выбыл на родину.
28 июля 1868 года рукоположён во священника к Николаевской церкви губернского города Могилёва.
14 января 1870 года дня определён наставником Могилёвской духовной семинарии на кафедру психологии и педагогики. 18 июня 1871 Святейшим Синодом утверждён в степени кандидата богословия. 9 июля 1871 года закрытой баллотировкой избран и утверждён учителем всеобщей и русской гражданской истории в Могилёвской семинарии. 1 ноября 1872 года определён штатным членом Могилёвской духовной консистории с увольнением от должности наставника семинарии.
С 1874 по 1876 год по выбору епархиального съезда состоял членом педагогического собрания и членом Правления семинарии от духовенства. В 1879 года возведён в сан протоиерея. 1882 года награждён наперсным крестом.
15 июня 1884 года назначен настоятелем первоклассного Могилёвского братского монастыря. 20 июня 1884 года пострижен в монашество с именем Владимир, а 24 июня возведён в сан архимандрита.
17 июля 1885 года вызван был на чреду священнослужения в Санкт-Петербург. 24 апреля 1887 года Высочайше повелено о бытии ему епископом Нарвским, третьим викарием Санкт-Петербургской епархии. 9 мая 1887 года состоялась его епископская хиротония.
24 августа 1890 года назначен епископом Сумским, викарием Харьковской епархии.
5 декабря 1892 года назначен епископом Екатеринославским и Таганрогским.
12 июня 1896 года назначен епископом Екатеринбургским и Ирбитским. Прибыл на кафедру 28 июня.
2 июня 1897 года «по расстроенному здоровью» уволен на покой с местопребыванием в Корсунском монастыре в Каховке.
31 января 1900 года назначен епископом Острогожским, викарием Воронежской епархии.
3 (16) сентября 1923 года назначен епископом Воронежским с возведением в сан архиепископа.
Поддерживал тесные отношения с Патриархом Тихоном, ставя его в известность обо всём происходящем в епархии. Обновленческое движение встретил непримиримо.
20 августа 1925 года патриаршим Местоблюстителем митрополитом Петром (Полянским) возведён в сан митрополита.
Умер в Рождественскую ночь с 6 на 7 января 1926 года. Его смерть и погребение описаны в послании бывшего коротоякского чиновника А. А. Поспелова к генеалогу Л. М. Савёлову от 18 января 1926 года:

живя всё время в бывшем Алексеевском монастыре и отправляя богослужения, болел немного и скончался 6-го сего января (в Рождественский сочельник по старому стилю) в 8 часов вечера, а 12-го назначены похороны его здесь же, под церковью, так как особая депутация выхлопотала отмену запрещения хоронить (разрешалось лишь на общем Чугуновском кладбище). Почитание старца весьма велико, судя по тому паломничеству, которое было все эти дни и ночи, это что-то невероятное; бедность митрополита выявилась сбором тарелочным «на похороны»; рытьё могилы происходило при участии богомольцев, выносивших землю из церкви в ограду; множество плачущих не только женщин, но и мужчин; духовенства собралось множество, почесть вообще достоянная и при современных условиях жизни — поразительная. Хоронить приехал Назарий, митрополит Курский и Обоянский и Пётр, епископ Старицкий. 12 января (нового стиля) состоялись похороны при громадном стечении молящихся; одних священников было более 30; вообще — очень трогательно прощалась паства со своим владыкою. Видимо, всколыхнулись воронежцы, а вот местная пресса не проронила ни одного звука по поводу такого очевидно крупного события в жизни населения, «тёмного и, конечно, невежественного» с точки зрения безбожника.

При подготовке канонизации новомучеников и исповедников, совершённой РПЦЗ в 1981 году его имя было в несено в черновой список поимённый новомучеников исповедников российских, при этом его фамилия приводилась с ошибкой: «Шинкович». Поимённый список новомучеников и исповедников РПЦЗ, куда вошло и имя митрополита Владимира, был издан только в конце 1990-х годов.